# Tráquea
La tráquea (del griego τραχυς trakhys; 'rugoso') es un órgano del aparato respiratorio de los vertebrados, de carácter cartilaginoso y membranoso que se extiende desde la laringe hasta los bronquios. Su función es brindar una vía abierta al aire inhalado y exhalado.

La tarea principal de la tráquea es trasladar el aire durante la respiración, es decir, hacia dentro y fuera de los pulmones. Además de esto, ayuda a expulsar el dióxido de carbono transportándolo hacia las cavidades orales y nasales.

## Anatomía
La tráquea es un conducto semirrígido de unos 13 cm de largo que se extiende desde el borde inferior del cartílago cricoides en la laringe hasta su bifurcación, a nivel de la cuarta vértebra torácica, dando origen a los bronquios derecho e izquierdo.
Una característica de la tráquea es la presencia de arcos de cartílago hialino en su pared, lo que impide el colapso del órgano. Entre los arcos de cartílago hay tejido fibroso y músculo liso.
En el extremo inferior de la parte interna de la tráquea se encuentra la carina traqueal. Es una cresta ubicada de forma anteroposterior que divide la tráquea en dos, el bronquio principal izquierdo y bronquio principal derecho. La carina traqueal posee un esqueleto cartilaginoso correspondiente al último cartílago de la tráquea.
La tráquea está en relación estrecha con el esófago, que se encuentra detrás de ella. Del lado izquierdo, el nervio laríngeo recurrente izquierdo recorre el ángulo formado por los dos órganos.
La tráquea es un tubo que se continua con la laringe por arriba y que termina por división en los bronquios primarios dirigidos hacia cada pulmón. Este órgano posee algunas características singulares como su alto grado de desplazamiento lateral y la posibilidad de sufrir estiramiento (hasta un 50%) sin sufrir estrechamiento de su luz. Esta elasticidad está garantizada de forma importante por la presencia de gran cantidad de fibras dispuestas longitudinalmente.
El diámetro de la luz queda garantizado por la presencia de 15 a 20 fíbulas cartilaginosas en forma de U. La pared posterior de la tráquea corresponde a la porción desprovista de cartílago, membranosa, rodeada de fibras musculares con gran poder constrictor mas no dilatador. 

## Histología
La mucosa de la tráquea reviste sus paredes internas, que están en contacto con el exterior. Esta mucosa es una capa formada por dos componentes: un epitelio y una 
lámina propia.

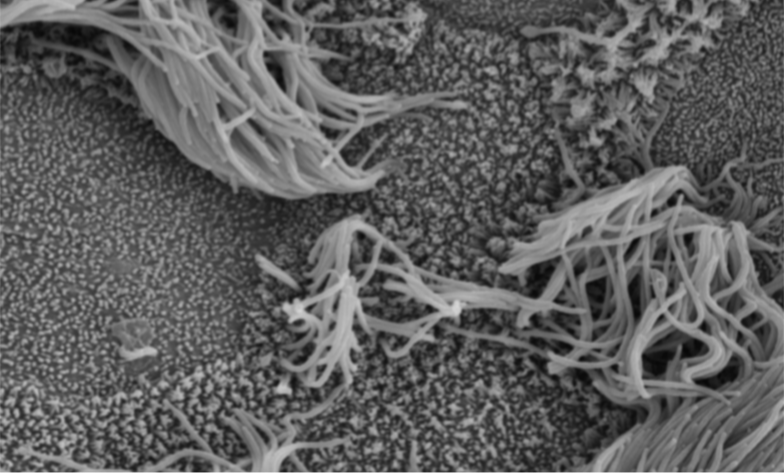
Células ciliadas del epitelio traqueal. Microscopio electrónico de barrido.

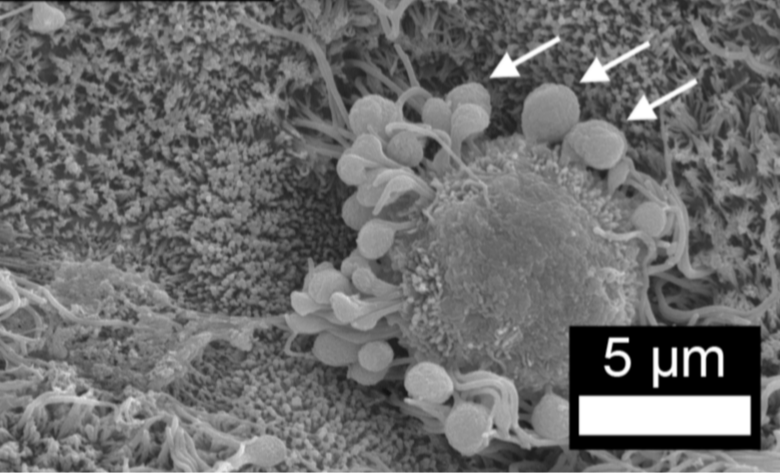
Célula caliciforme con glóbulos de mucus del epitelio traqueal.

El recubrimiento epitelial de la tráquea es de tipo  pseudo-estratificado ciliado con presencia de células caliciformes.  
El epitelio de la tráquea está formado en su mayoría por células ciliadas y células caliciformes.
 
En la lámina propia subyacente al epitelio se puede observar abundante tejido linfoide.
En relación con este epitelio, al parecer las células caliciformes deben expulsar su contenido de moco de manera cíclica, de modo que cuando vierten su contenido en la superficie las células constitutivas del epitelio pierden su aspecto de ciliadas y mucosas.

La apariencia de la superficie es de microvellosidades dispuestas de manera regular en la superficie libre por lo que han sido llamadas células en cepillo.
En la submucosa, formada por un tejido conectivo relativamente laxo, se pueden encontrar glándulas que secretan principalmente glucoproteínas hacia la luz traqueal. Los cartílagos traqueales y músculo liso separan la submucosa de la capa más externa, la adventicia.

## Recambio celular del epitelio de la tráquea
Las células basales y otras células epiteliales de la tráquea, rara vez proliferan durante la homeostasis normal, para mantener el epitelio en los adultos.

Se ha demostrado que las células basales de la tráquea sirven como células progenitoras para autorrenovarse y para diferenciarse en otros tipos de células, incluidas las células de Clara, las células ciliadas y las poblaciones de células tuft.

Las células de Clara también pueden des-diferenciarse en células basales, para regenerar el epitelio traqueal en un modelo de ratón.
En la infección por SARS-CoV-2 causa de la COVID-19 en humanos, se observó una extensa proliferación de células basales en la tráquea, especialmente en el área donde se dañaron las células de Clara y las células ciliadas. En estas áreas las células proliferantes se limitan a la capa parabasal inmediata, en el área donde la integridad epitelial se mantuvo relativamente bien.
Células Progenitoras del epitelio de la tráquea humana.

## Patologías
Entre las enfermedades y condiciones de la tráquea se encuentran:
- Atragantamiento
- Tumor traqueal
- Colapso traqueal
- Desgarros traqueobronquiales
- Estenosis laringotraqueal
- Fractura de tráquea
- Obstrucción aérea
- Traqueobronquitis
- Traqueitis
- Traqueomalacia
- Traqueotomía
- Síndrome de Mounier-Kuhn

## Trasplante de tráquea
La ingeniería tisular es un enfoque prometedor para la reparación de defectos de la pared traqueal. Un estudio in vivo mostró que el cartílago traqueal descelularizado perforado con láser (un andamio) y sembrado con condrocitos nasales adultos es una estrategia factible para la reparación de defectos de la pared traqueal.

## Intubación endotraqueal
En las personas enfermas o accidentadas, la vía natural de respiración que constituye la tráquea puede sufrir daños e incluso obstruirse.
El procedimiento médico habitual en caso de obstrucción es la intubación endotraqueal. La intubación consiste en introducir un tubo o sonda en la tráquea del paciente a través de las vías respiratorias altas. Dependiendo de la vía de acceso que escojamos, tenemos dos tipos de intubación:
- Naso traqueal: a través de las fosas nasales. Suele utilizarse en intubaciones programadas (anestesia, dificultad respiratoria en aumento...)
- Oro traqueal: a través de la boca. Por lo general se utiliza en intubaciones dificultosas o de urgencia (reanimación cardio pulmonar (R.C.P.)), ya que es la más rápida.

Tipos
- Oro traqueal: 
  - Intubación de emergencia
  - Obstrucción de las fosas nasales (estenosis o atresia de coanas, pólipos...)
  - Obstrucción de la nasofaringe (tumores, hipertrofia de adenoides...)
  - Sospecha de fractura de base de cráneo
  - Diátesis hemorrágica moderada-severa
- Naso traqueal:
  - Traumatismo facial severo con dificultad para abrir la mandíbula
  - Rotura de lengua
  - Quemaduras graves de la cavidad bucal

Otro procedimiento frecuente es la traqueotomía, mediante la cual se abre una vía en el frente de la garganta, insertando un corto tubo que lleva hasta la tráquea, por debajo de la laringe y las cuerdas vocales.